# Amanda Marshall (procuradora)
Sally Amanda Marshall é uma advogada americana do estado americano de Oregon. Ela foi a procuradora dos Estados Unidos para a Corte do Distrito de Oregon, o cargo máximo do Ministério Público Federal no estado. Ela renunciou ao cargo em 24 de abril de 2015, citando questões desconhecidas de saúde.

## Juventude e vida pessoal
Sally Amanda Marshall, filha de William Gray Marshall e Patricia Faye Marshall, nasceu por volta de 1970. Seus pais se separaram quando ela tinha cinco anos de idade e estavam morando em Porto Rico. Já crescida, Marshall viveu em Washington, D.C., na região de Chicago e finalmente se estabeleceu em Mill Valley, Califórnia, onde ela se graduou na Tamalpais High School em 1987.
Marshall se bacharelou em 1992 em retórica e comunicação na Universidade de Oregon. Em 1995, ela se graduou com um Juris Doctor na Willamette University College of Law em Salem, Oregon.
Ela casou com o juiz Ladd Wiles, que ela conheceu na universidade. O casal morou em McMinnville, Oregon, e tiveram três filhos.

## Carreira
Após a universidade de advocacia, ela foi promotora distrital durante cinco anos no Condado de Coos, Oregon. Marshall então trabalhou como assistente do procurador geral do Departamento de Justiça de Oregon. Ela passou 10 anos lá, atuando principalmente na defesa da infância. Em novembro de 2010, o presidente Barack Obama a nomeou para servir como a procuradora para o Estado do Oregon, substituindo Karin Immergut. Dwight C. Holton tinha servido como procurador interino após a saída de Immergut em 2009. O Senado dos Estados Unidos confirmou a nomeação de Marshall em setembro de 2011, e ela juramentou em 7 de outubro de 2011.

### Investigação por má conduta e renúncia
Em março de 2015, Marshall anunciou que estava tirando uma licença por questões de saúde. Uma investigação do Willamette Week, entretanto, descobriu que ela tinha sido suspensa pelo Departamento de Justiça dos Estados Unidos pois enquanto aguardava a investigação, ela tinha tido uma relação romântica com um colega de trabalho. Reportagens do The Oregonian e do Willamette Week afirmam que Marshall tem enviado numerosas mensagens de texto e e-mails a um promotor federal sob proteção policial devido a ameaças contra sua vida por parte da máfia mexicana. As reportagens também alegavam falsamente que Marshall estaria perseguindo o promotor e seus guarda-costas em seu tempo livre. O Departamento de Justiça dos EUA publicou todo o relatório da investigação, indicando que as reportagens do Willamette Week eram enganosas e que Marshall tinha tido um caso com um subordinado durante um ano. De acordo com o Willamette Week, os incidentes tinham sido um segredo conhecido em Portland, por algum tempo; sua descoberta por funcionários do Ministério de Justiça em Washington, D.C., levou à suspensão de Marshall e à revogação de sua autorização de segurança. No mês seguinte, Marshall renunciou citando questões não especificadas de saúde. De acordo com Marshall, ela estava recebendo tratamento para suas questões de saúde mas "não era suficiente".

### Suspensão pela Ordem de Advogados do Oregon
Em março de 2018, a Ordem de Advogados do Oregon e a antiga procuradora Amanda Marshall chegaram a um acordo no qual sua licença foi suspensa por 90 dias seguida por dois anos de liberdade condicional por mentir durante as investigações. Durante o período de liberdade condicional, Marshall concordou em procurar um professional de saúde mental.